# Organo della basilica palatina di Santa Barbara a Mantova

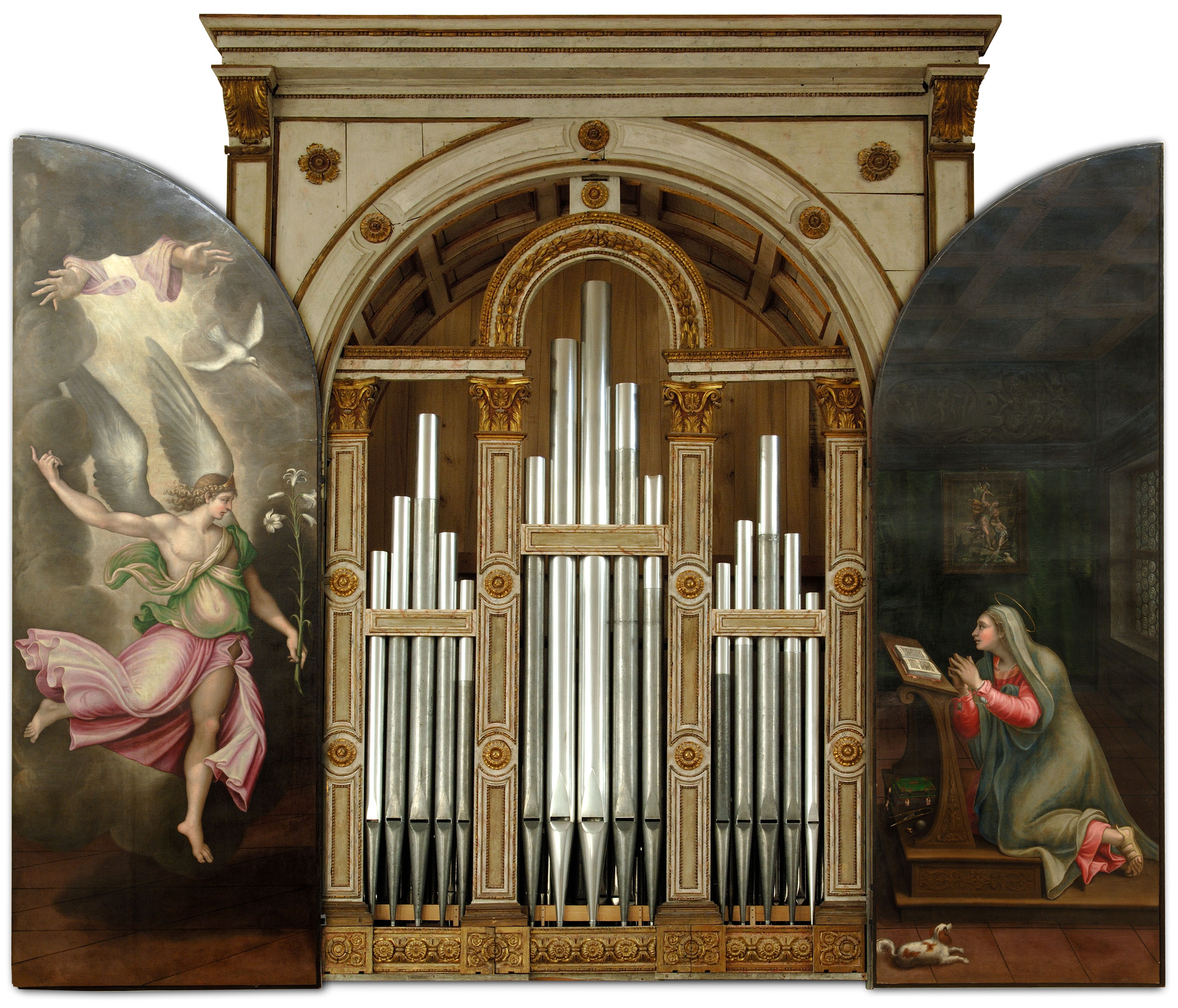
Facciata dell'organo Graziadio Antegnati di Santa Barbara a Mantova

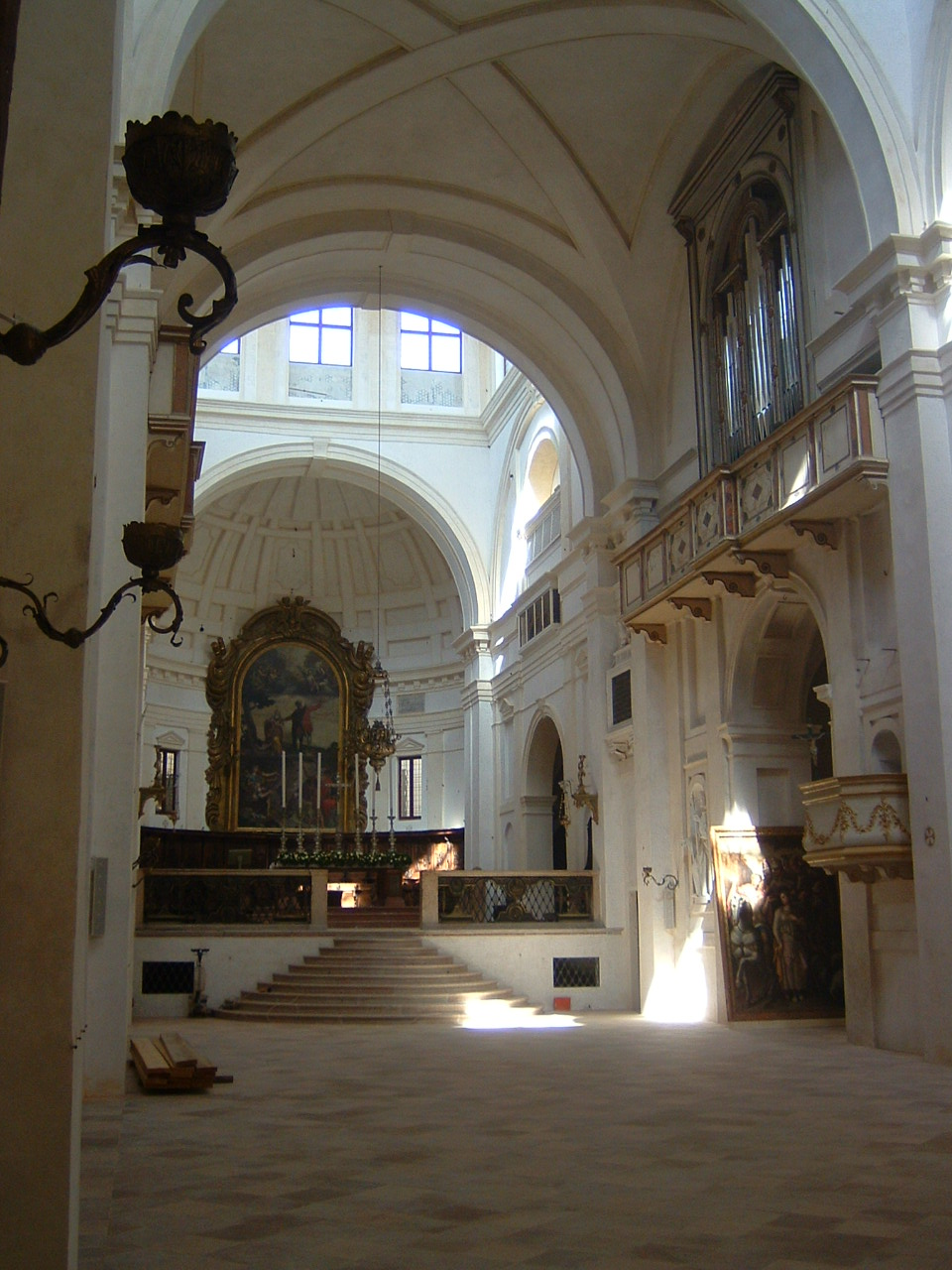
Posizione dell'organo all'interno della chiesa

L'organo della basilica palatina di Santa Barbara a Mantova fu realizzato nel 1565 da Graziadio Antegnati seguendo le indicazioni di Girolamo Cavazzoni, che ne fu l'organista dalla sua costruzione fino al 1577.

## Descrizione
Una delle caratteristiche più rare e interessanti di questo strumento consiste nel fatto che in tutte le ottave i tasti per il re{\displaystyle \sharp }/mi{\displaystyle \flat } e per il sol{\displaystyle \sharp }/la{\displaystyle \flat } sono divisi in due, in quanto ognuno mette in azione una canna diversa, l'una intonata sulla frequenza del bemolle, l'altra su quella del diesis. Nel temperamento mesotonico in uso all'epoca, le due note omologhe venivano accordate su una diversa frequenza, perciò quando si doveva suonare in una tonalità in cui si dovesse utilizzare il re{\displaystyle \sharp } o il la{\displaystyle \flat } tutti gli strumenti ad accordatura fissa producevano accordi insopportabilmente stonati. Al contrario, l'organo si Santa Barbara si prestava a suonare perfettamente in un ampio raggio di tonalità ed era perciò anche molto indicato nella trasposizione di qualsiasi brano vocale un tono sotto o sopra per la comodità dei cantanti senza perdere il giusto rapporto degli intervalli della scala.
Nel corso del tempo, l'organo fu modificato pesantemente, tanto che Oscar Mischiati, contraddicendo un primo riconoscimento di Ernesto Meli pubblicato sulla rivista "L'Organo" nel 1960 su indicazioni di Renato Lunelli, aveva avanzato forti dubbi sulla sua paternità, definendolo opera probabilmente seicentesca e tuttavia il riconoscimento definitivo, da parte di un'équipe di studiosi della nuova generazione, come Damiano Rossi, Flavio Dassenno e Umberto Forni, che gli elementi originali principali (canne e somiere) non erano andati perduti ha permesso di riportare l'organo alle condizioni vissute dalle origini, del 1565, all'intervento di Tomaso Meiarini del 1624, con il restauro effettuato della Bottega Organaria Giorgio Carli e concluso nel 2006, ricostruendone il probabile corista, il temperamento, l'ordine di 16' e i tasti "spezzati".

## Storia

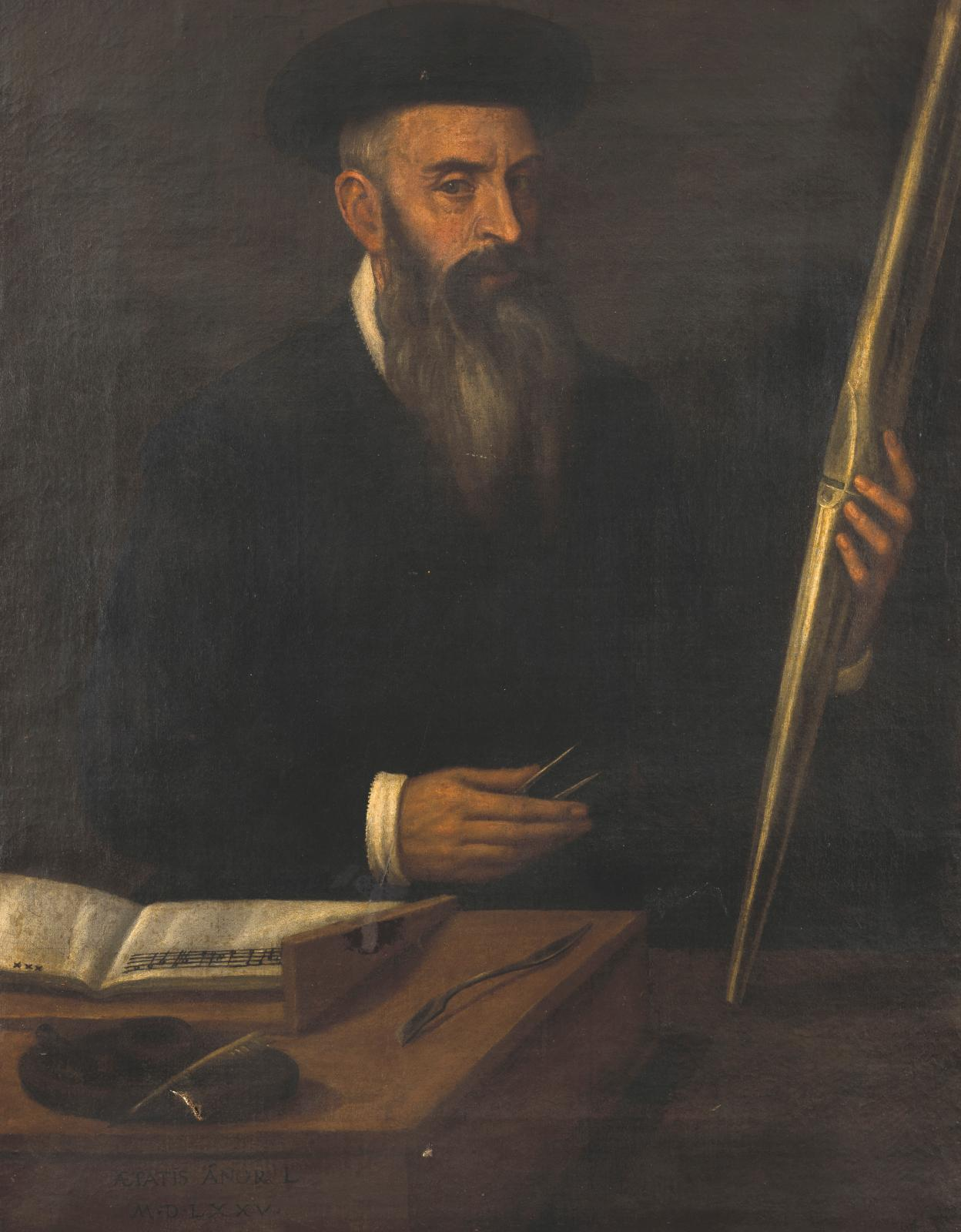
Ritratto di Graziadio Antegnati, 1575

Lo strumento originariamente doveva essere molto probabilmente di 8 piedi e con soli 8 registri. Antegnati, vista la grandezza e l'ottima acustica della basilica interviene in prima persona ampliando il progetto e fornendo un capolavoro in base 16 piedi, con nove registri di ripieno, due flauti e il Fiffaro, una disposizione tipica in quest'epoca in area padana. Tuttavia, si distingueva per alcune caratteristiche particolarmente sofisticate: oltre al Mi Re Ut, era dotato di tasti spezzati (la spezzatura consiste nella divisione di alcuni tasti cromatici in due elementi indipendenti sovrapposti); da principio la realizzazione fu problematica, ma alla fine il risultato fu molto apprezzato.
Dopo soli 5 anni dal suo completamento, l'organo fu sottoposto ad una ripulitura effettuata da Costanzo Antegnati, ventenne figlio di Graziadio, a causa dei lavori di ampliamento della chiesa; inoltre, fu oggetto di due importanti interventi di manutenzione, rispettivamente per opera di Bernardino Virchi alla fine del XVI secolo e di Tomaso Meiarini nel 1624, tuttavia ancora nel 1692 l'organo era in ottime condizioni. 
Durante quel glorioso periodo la fama del capolavoro si sparse in Italia e in parte dell'Europa in quanto venne praticato o udito dalle figure più rappresentative del panorama musicale ed artistico dell'epoca: Girolamo Cavazzoni, virtuoso e primo organista, Francesco Rovigo suo successore educato appositamente a Venezia nell'ambiente di Claudio Merulo, Andrea Gabrieli e Gioseffo Zarlino, Jaches de Wert, Gian Giacomo Gastoldi, Amante Franzoni, Paolo Virchi, Ottavio Bargnani, Claudio Monteverdi, Giovanni Pierluigi da Palestrina (consulente musicale del duca Guglielmo), Girolamo Frescobaldi (invitato a Mantova per trattare il posto di organista, ma senza esito), Pietr Paul Rubens, nobili giapponesi, alte cariche dei gesuiti e altri illustrissimi ospiti dei Gonzaga.
All'inizio del XVIII secolo ne cominciò la decadenza. Fu sottoposto a modifiche che ne alterarono il carattere originale, ma non andò mai a buon fine il progetto di un completo rifacimento. Il ritrovamento del somiere, delle catenacciature e del crivello d'origine, unito al materiale fonico alterato ma non completamente sostituito, ha fornito sufficienti dati per recuperare la fisionomia seicentesca dello strumento.

## Descrizione
Lo strumento è collocato in un vano in muratura con una cantoria in legno nella parete sopra la cappella minore, in cornu Epistulae, prima del presbiterio.
La cantoria e il prospetto sono del XVIII secolo, ma riutilizzano la disposizione e gli elementi decorativi d'origine. Il prospetto è chiuso da due portelle dipinte attribuite a Fermo Ghisoni da Caravaggio; raffigurano S. Barbara e S. Pietro quando sono chiuse e l'Annunciazione quando sono aperte.
La facciata (in stagno finissimo) è composta da 15 canne divise in 3 campate di 5 canne, disposte a cuspide, a partire dal Fa1 del Principale di 16', con Mi, Re e Ut dentro la cassa.
La tastiera si estende da Do1 a Fa5 con la prima ottava corta e 7 note enarmoniche per le note Re 1, 2, 3, 4 e per le note La♭ 1, 2, 3.
La pedaliera, a leggìo, si estende da do1 a la2 con prima ottava corta, ed è unita alla tastiera.
I registri sull'ordine di 16' sono messi in movimento da 12 manette alla lombarda (ricostruite con la tavola su modello originale), disposte in una sola colonna a destra della consolle.
Ordine delle manette e dei registri sul somiere, secondo la disposizione dei catenacci originali:
| Manuale          |        |
| Principale       | 8'     |
| Voce umana       | 8'     |
| Ottava           | 4'     |
| Decima quinta    | 2'     |
| Decima nona      | 1.1/3' |
| Vigesima seconda | 1'     |
| Vigesima sesta   | 2/3'   |
| Vigesima nona    | 1/2'   |
| Trigesima terza  | 1/3'   |
| Trigesima sesta  | 1/6'   |
| Flauto in XIX    | 1.1/3' |
| Flauto in VIII   | 4'     |

Le canne originali dell'Antegnati o provenienti dalla sua bottega sono circa la metà, così come originale è il somiere, di tipo lombardo rinascimentale a vento.
La manticeria è posta in una stanza sul retro ed è stata ricostruita sul portavento originale; è composta da 4 mantici a cuneo che si possono azionare manualmente o con un elettroventilatore, o con un alzamantici elettropneumatico.